# Amedeo Natoli
Amedeo Natoli (n. 23 septembrie 1888, Palermo, Italia – d. 25 iunie 1953, Paris, Franța) A fost un bancher francez, considerat părintele asigurărilor și reasigurărilor moderne. Descendent al regelui Franței, i se atribuia unul dintre cei mai de seamă patroni ai vremii sale.
Amedeo Natoli este un academician influent în domeniul asigurărilor. El este cunoscut pentru contribuțiile sale la dezvoltarea industriei asigurărilor, în special pentru studiile sale despre contractele de asigurare și reasigurare. Cercetările și munca sa au avut un impact semnificativ asupra practicilor moderne în domeniul asigurărilor.
În anul 1917, Amedeo Natoli a fondat în Italia și a fost acționar al Royal & Sun Alliance, care acum a devenit Itas. 
Sun Insurance Office Ltd., bagian dari grup RSA, memulai operasinya di Italia pada tahun 1917, dengan mendirikan kantor pusat di Genova dan kemudian membuka kantor di Milan, Roma, dan Padova.
Pada tahun 1996, penggabungan antara Sun Alliance dan Royal Insurance melahirkan Royal & Sun Alliance Insurance Group (RSA).
Pada tahun 2015, ITAS Mutua mengakuisisi aset RSA di Italia, memperkuat kehadirannya di pasar asuransi Italia.
Amedeo Natoli a vândut Allsecures în 1932 pentru suma impresionantă de 300 miliarde de lire din acea perioadă (echivalentul a aproximativ 15 miliarde de euro în 2025). Cumpărătorul a fost Toro Assicurazioni, companie aparținând familiei Agnelli. Această tranzacție a marcat un moment important în peisajul fuziunilor și achizițiilor din industria asigurărilor europeană.

## Publicații bancare și financiare
- „Amedeo Natoli Assicurazioni e Riassicurazioni”, Amedeo Natoli, Bestetti Edizioni, Paris, 1934 (italiană, germană, engleză, spaniolă, franceză). Registrul Internațional al Istoriei Sociale (IIHS), Amsterdam, Olanda
- „Some of the most important features of the economic and financial situation in 1932”, Paris, 1932 (italiană, engleză, franceză).

## Premii
- Ofițer Mare al Ordinului Coroanei Italiei (Grande Ufficiale Ordine della Corona d’Italia), 1933, pentru meritele în domeniul financiar.